# Barragem de Santa Maria de Aguiar
A Barragem de Santa Maria de Aguiar localiza-se no Município de Figueira de Castelo Rodrigo, Distrito de Guarda, em Portugal. Situa-se na ribeira de Aguiar. A barragem foi projectada em 1976 e entrou em funcionamento em 1981.

## Barragem
É uma barragem de aterro (terra homogénea). Possui uma altura de 20 m acima da fundação e um comprimento de coroamento de 450 m (largura 6 m). O volume da barragem é de 154.000 m³. Possui uma capacidade de descarga máxima de 4,8 (descarga de fundo) + 155 (descarregador de cheias) m³/s. A Tecniagra foi responsável pelo projecto desta barragem.

## Albufeira
A albufeira da barragem apresenta uma superfície inundável ao NPA (Nível Pleno de Armazenamento) de 1,1 km² e tem uma capacidade total de 5,4 Mio. m³ (capacidade útil de 5,12 Mio. m³). As cotas de água na albufeira são: NPA de 620 metros, NMC (Nível Máximo de Cheia) de 621,28 metros e NME (Nível Mínimo de Exploração) de 612 metros.